# Queimadas

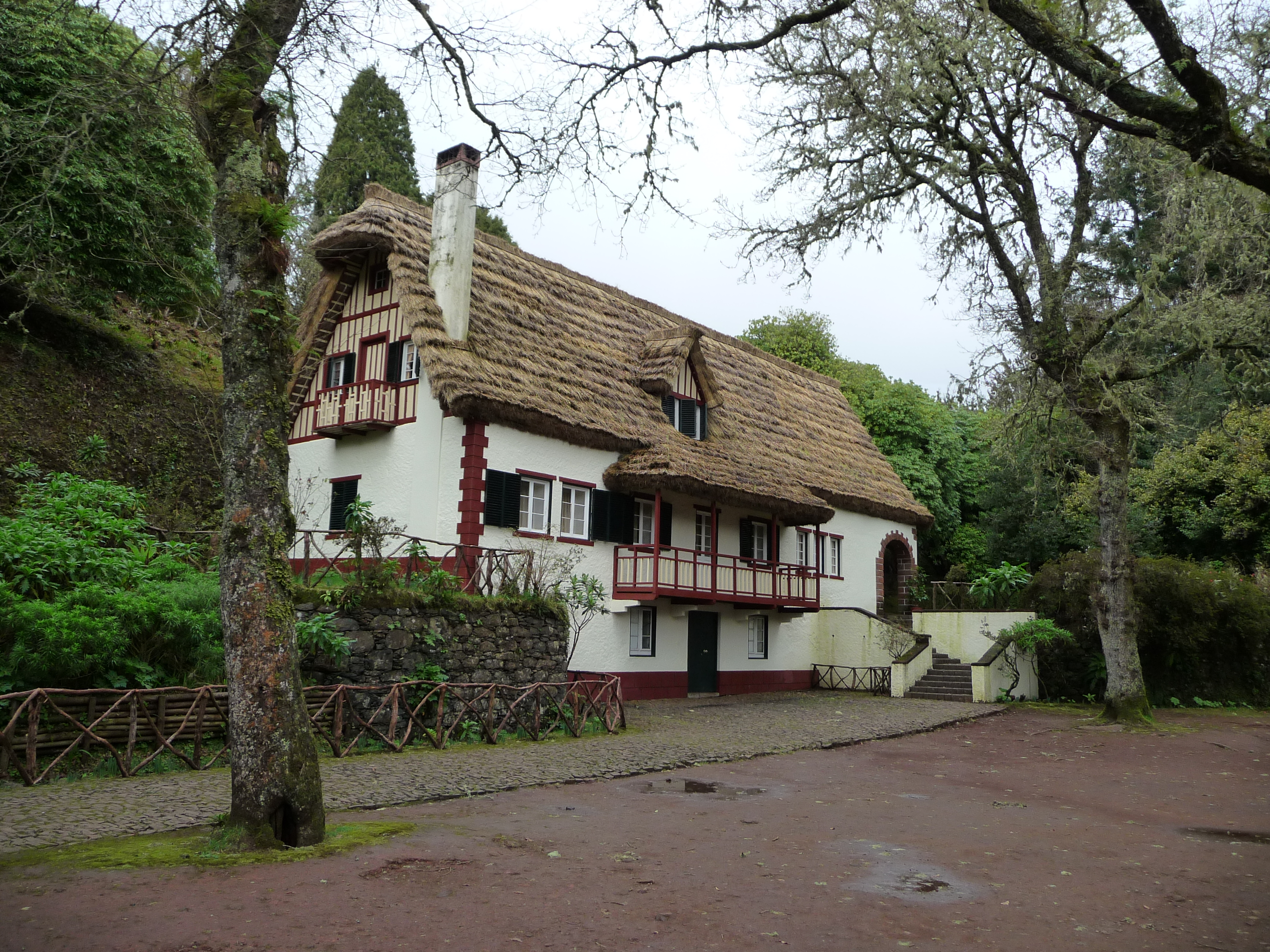
A Casa de Abrigo das Queimadas turistaház

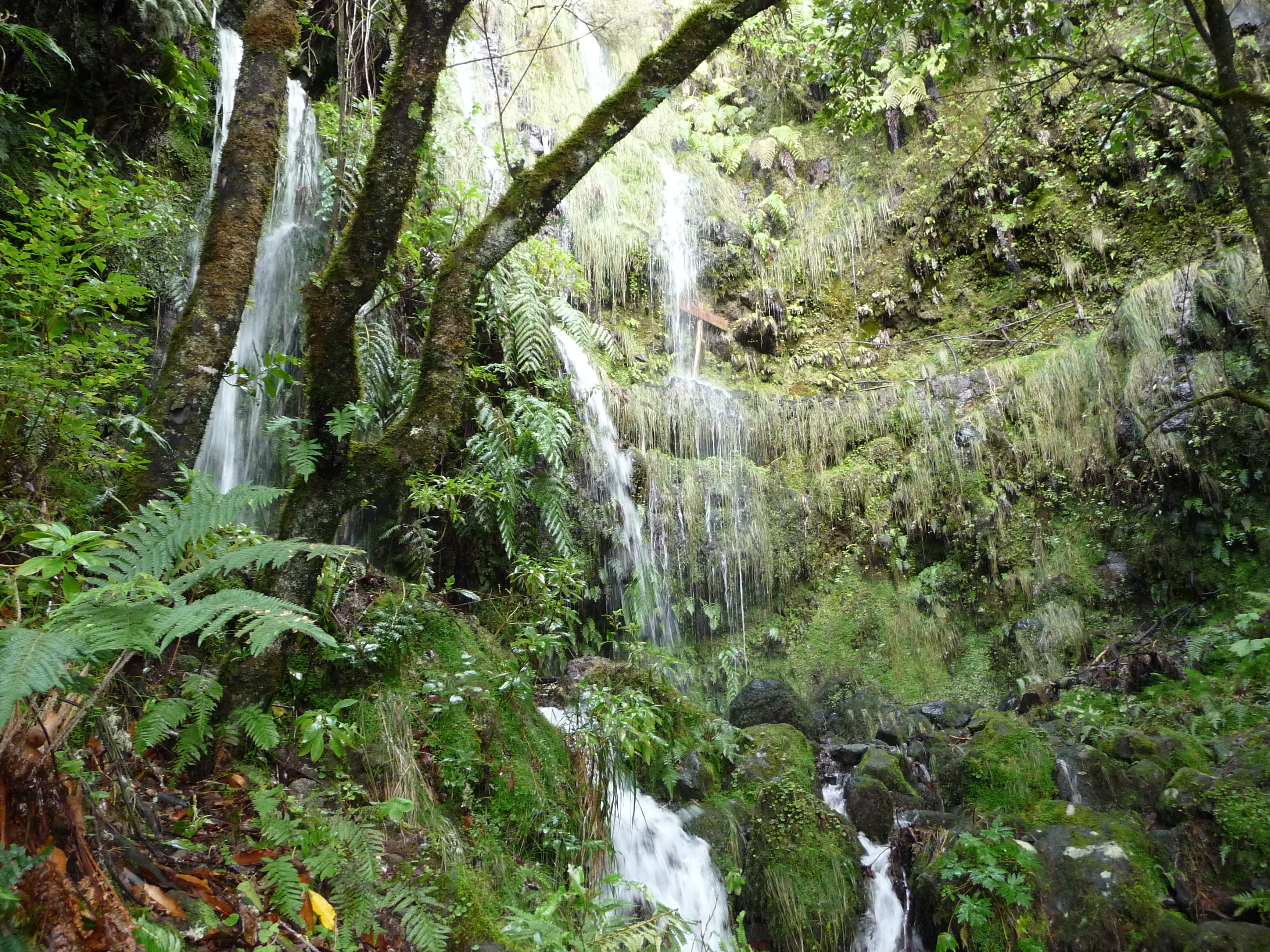
A levada do Caldeirao Verde alulnézetben

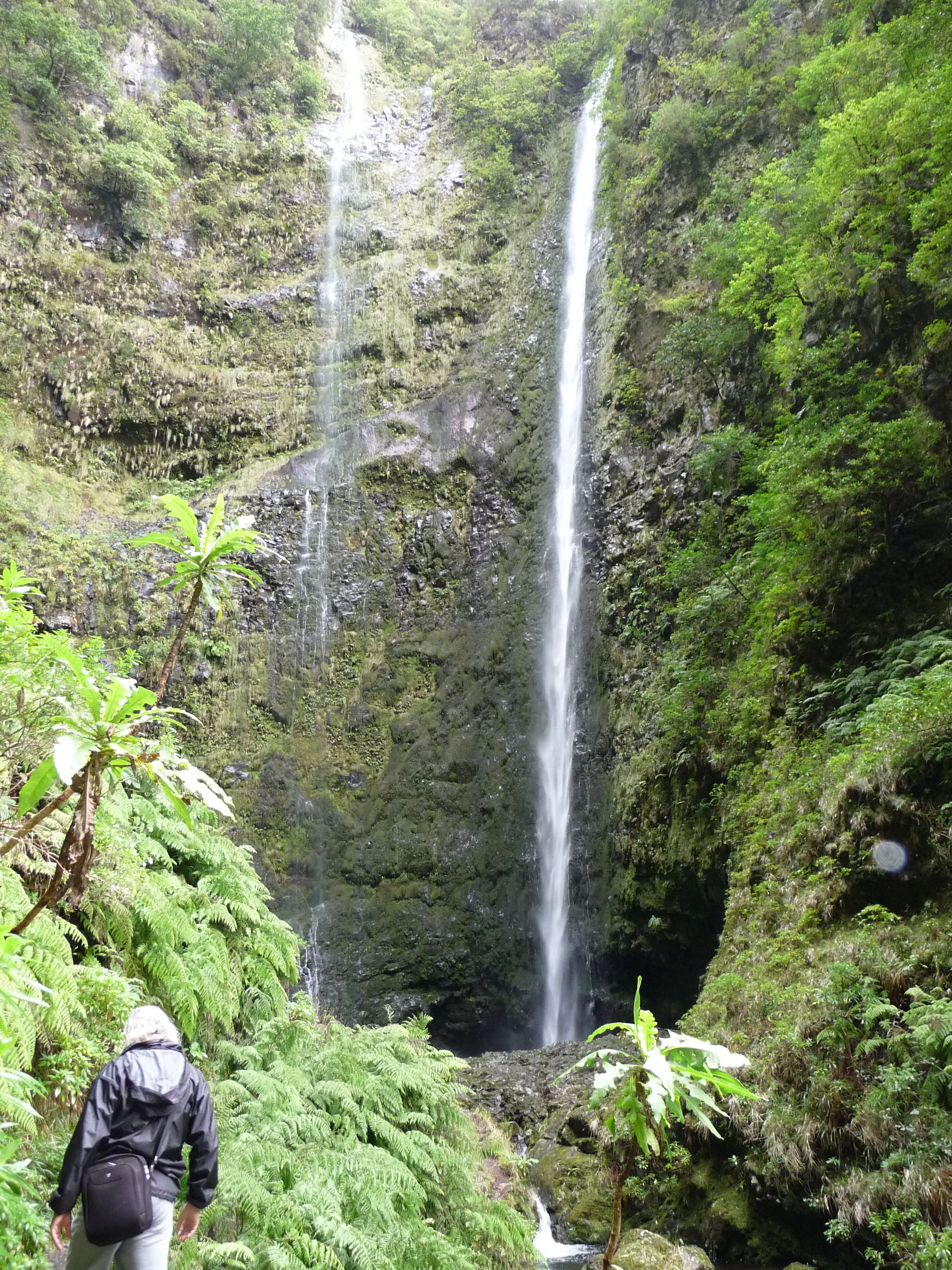
Caldeirao Verde amfiteátruma

Queimadas a kormányzat tulajdonában lévő üdülőtelep Madeira Santana járásában, a járás székhelyétől 4,5 km-rel délre, a Queimadas Parkerdőben, a tengerszint fölött 890 méterrel.
Jelentős kiránduló központ:
- Innen indul a sziget egyik legismertebb turistaútja, a Levada do Caldeirão Verde mentén a névadó Caldeirão Verde (980 m) felé.
- Ugyanezen levada mentén a másik irányban lejuthatunk Santana Fonte da Pedra nevű külvárosába.
- A gerincen fölfelé indulva az Achada do Teixeira kilátópontra (és parkolóhoz) juthatunk, ahonnan a sziget legmagasabb csúcsára, a Pico Ruivóra kapaszkodhatunk föl.

Az üdülőfalu főépülete a Santana környékére jellemző, hagyományos építészeti stílusban emelt turistaház (Casa de Abrigo das Queimadas).